# Хрести Катанги

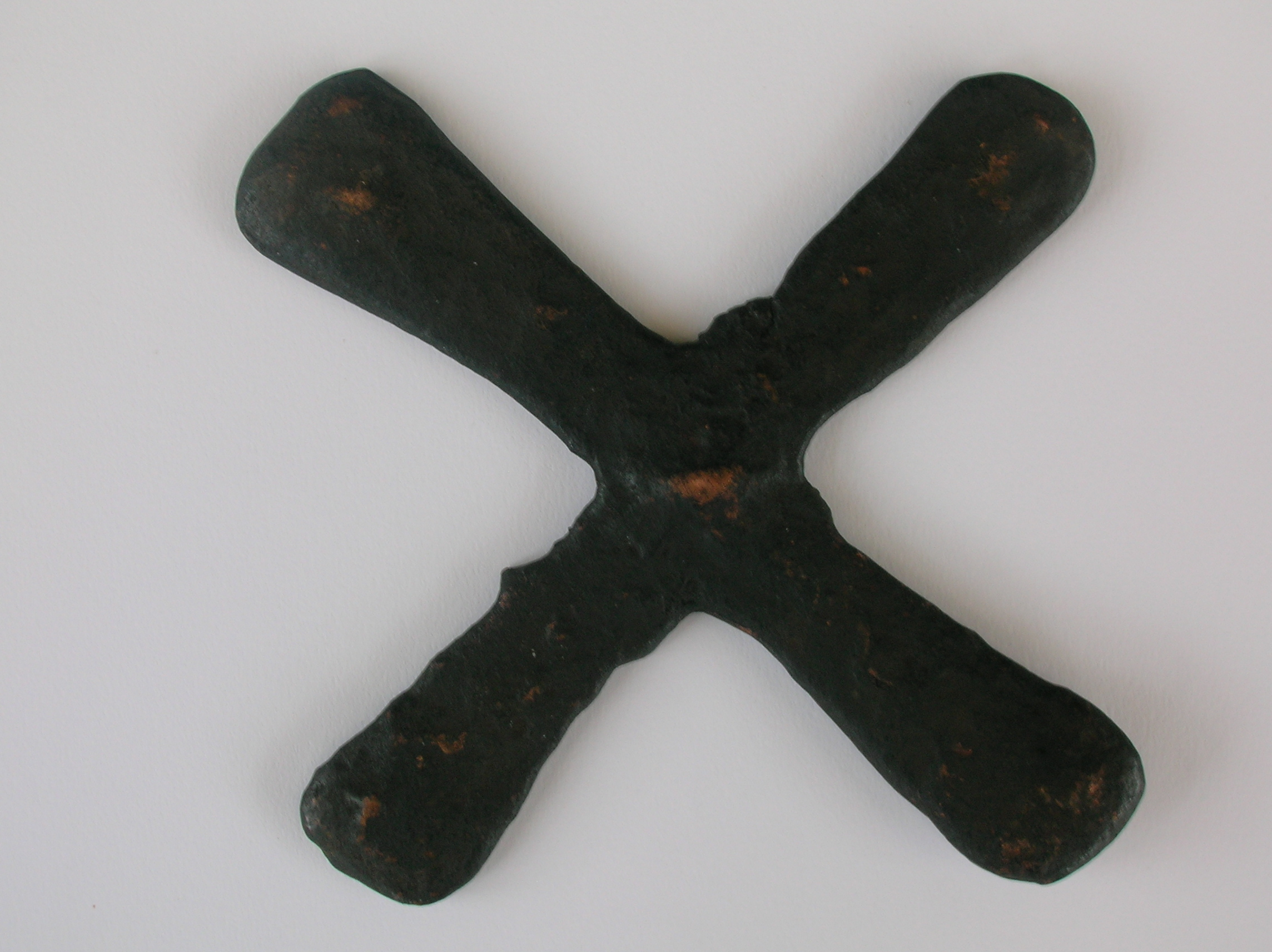
Хрест Катанги

Катангські хрести (Ханга) — вид домонетних грошей, що застосовувалися як платіжний засіб в Катанзі (в даний час частина території Демократичної Республіки Конго) з XVI століття й до колонізації провінції Бельгією. Кожен хрест важить приблизно 600 грамів, має розмір від 15 до 50 см і виготовлений з міді. Мали поширення на землях сучасних держав Зімбабве і Замбії.
За один хрест можна було отримати приблизно 10 кілограмів борошна маніоки чи 5 курчат. За 2 можна було купити вогнепальну зброю. За 15 хрестів можна було придбати молоду дружину, рабиню, козла і кілька сокир.
Хрести Катанги були складовою частиною символіки невизнаній Республіки Катанга (1960—1963), була присутня на розпізнавальних знаках ВПС Катанги і на її грошах — Катангських франках.